# Chinegga
Chinegga (toponimo tedesco) è una frazione del comune svizzero di Stalden, nel Canton Vallese (distretto di Visp). Già comune autonomo, nel 1805 è stato accorpato all'altro comune soppresso di Stalden Dorfmark per formare il nuovo comune di Stalden.